# Посткроссинг
Посткроссинг (англ. Postcrossing) — проект, созданный для возможности совершения международного непрямого обмена открытками; возник под влиянием буккроссинга. В основе принципа обмена открытками лежит единая база всех участников проекта, а также механизм выдачи адресов, направленный на то, чтобы разница между отправленными и полученными открытками у каждого участника была минимальной. При этом в посткроссинге имеет место система непрямого обмена, то есть отправляя открытки одним пользователям, участник получает их от других.
На февраль 2025 года в проекте было зарегистрировано более 804 723 человек из 210 стран, 2 июня 2015 года была получена 30-миллионная открытка, 13 февраля 2017 года 40-миллионная, 27 декабря 2018 года 50-миллионная, 24 января 2021 года — 60-миллионная, 4 января 2023 года — 70-миллионная.

## Типы обмена в посткроссинге

### Официальный обмен
Официальный обмен — термин, применяемый в посткроссинге для обозначения открыток, отправленных через автоматизированный интерфейс сайта. Принцип обмена заключается в следующем:
1. участник запрашивает у системы случайный адрес другого участника и посылает ему открытку;
2. когда открытка достигает адресата, тот регистрирует её в системе при помощи идентификационного кода, который должен был указать отправитель;
3. после того, как хотя бы одна открытка участника была зарегистрирована, его адрес выдается случайным образом на запрос другого участника, при этом алгоритм выдачи адресов направлен на минимизацию разницы между числом полученных и отправленных открыток.

Использование данного механизма обмена предполагает один из трёх статусов для каждой открытки:
- в пути (travelling),
- получена (registered),
- истек срок доставки (expired).

Первый статус предполагает, что система выдала отправителю адрес получателя и открытка находится в пути либо еще не была отправлена. Когда открытка доходит до адресата, тот заходит под своей учетной записью в систему и регистрирует её, вводя идентификационный код, который отправитель должен был указать на открытке. Идентификационный код состоит из двух частей: двух букв и нескольких цифр. Буквы соответствуют коду страны отправителя в формате RU-8758732, а число обозначает порядковый номер открытки, отправленной посредством системы из данной страны. После регистрации открытка приобретает статус «получена». В случае, если по истечении 60 дней с момента отправления открытка так и не была зарегистрирована, ей присваивается статус «истек срок давности», таким образом число открыток со статусом «в пути» уменьшается на единицу. Данный статус введен в систему в силу существования лимита на количество открыток, одновременно имеющих статус «в пути», для каждого пользователя. Этот лимит равен 5 для начинающих пользователей и увеличивается с ростом числа дошедших до адресата открыток, отправленных участником.

### Обмен через форум проекта

#### Теги
Тег (tag) — способ обмена открытками «по цепочке». Каждый отметившийся в соответствующей теме на форуме (как правило, тема соответствует определенной тематике открыток), отправляет открытку пользователю выше, а сам получает открытку от следующего отметившегося.
Известен также такой подвид тегов, как теги с предложением (offer tag). В них участник предлагает некоторые открытки, а заинтересовавшиеся пользователи обращаются к нему с соответствующим сообщением в теме на форуме. В этом случае пользователь шлёт открытку вам, а не вы — ему, как в обычных тегах.
Существуют также теги, привязанные к конкретной стране (country tags) или региону. Участник имеет право отметиться в таком теге, только если последний отметившийся до него принадлежит к противоположной группе в рамках данного тега. Таким образом, в теге «Россия х другие страны» пользователи из России могут отмечаться только после отметок пользователей из других стран, и наоборот.

#### Обмен по кругу
Обмен по кругу, более известный, как round robin, также объединяет пользователей в группы по некоторому критерию. В классическом варианте такого обмена каждый из участников шлет открытку каждому из членов своей группы. Таким образом, каждая пара участников в рамках группы пришлет друг другу по одной открытке (или более одной, если таковы условия обмена).

#### Путешествующий конверт
Путешествующий конверт, или travelling envelope, — это тип обмена, в котором группа пользователей отправляет одну и ту же открытку или конверт по цепочке друг другу. Такой вид обмена ценится любителями почтовых марок и почтовых штемпелей, поскольку открытка или конверт оказываются практически полностью покрыты ими в результате прохождения полного круга участников.
Кроме того, по такой системе может осуществляться последовательный обмен открытками в конверте: каждый член группы может взять из конверта несколько понравившихся открыток, заместив их таким же количеством своих, и отправить его дальше по цепочке.

#### Другие виды обмена
На базе форума посткроссинга также имеют распространение обмены различных смежных тематик, в частности, обмен марками, монетами, банкнотами, наклейками. Организация данных типов обмена сходна с аналогичными принципами обмена открытками.

## Статистика
Сайт посткроссинга хранит в себе разнообразную статистику как для каждого пользователя, так и для каждой страны, и для всего проекта в целом.
Согласно данной статистике на 16 февраля 2025 года, в посткроссинге поучаствовали жители всех стран Земли, кроме Британской Территории в Индийском Океане, Токелау, Внешних малых островов США, которые не имеют ни одной отправленной открытки.
Большой популярностью посткроссинг пользуется в Европе, России, США и Китае, что видно из следующих таблиц (статистика по состоянию на 16 февраля 2025 года):
| Рейтинг | Страна               | Число участников | Число отправленных открыток |
| ------- | -------------------- | ---------------- | --------------------------- |
| 1       | Россия               | 114 120          | 9 101 062                   |
| 2       | Китайская Республика | 111 600          | 3 171 498                   |
| 3       | США                  | 75 686           | 10 326 612                  |
| 4       | Китай                | 70 760           | 3 300 249                   |
| 5       | Германия             | 63 804           | 14 312 591                  |
| 6       | Нидерланды           | 35 439           | 5 563 455                   |
| 7       | Беларусь             | 31 421           | 2 924 833                   |
| 8       | Польша               | 29 359           | 1 755 156                   |
| 9       | Украина              | 24 540           | 1 677 307                   |
| 10      | Чехия                | 21 669           | 2 004 003                   |
| 11      | Франция              | 18 549           | 1 617 011                   |
| 12      | Великобритания       | 18 186           | 1 691 785                   |
| 13      | Финляндия            | 15 979           | 4 514 365                   |
| 14      | Япония               | 12 651           | 2 058 642                   |
| 15      | Индия                | 11 415           | 545 693                     |

| Рейтинг | Страна               | Число участников | Число отправленных открыток |
| ------- | -------------------- | ---------------- | --------------------------- |
| 1       | Германия             | 63 804           | 14 312 591                  |
| 2       | США                  | 75 686           | 10 326 612                  |
| 3       | Россия               | 114 120          | 9 101 062                   |
| 4       | Нидерланды           | 35 439           | 5 563 455                   |
| 5       | Финляндия            | 15 979           | 4 514 365                   |
| 6       | Китай                | 70 760           | 3 300 249                   |
| 7       | Китайская Республика | 111 600          | 3 171 498                   |
| 8       | Беларусь             | 31 421           | 2 924 833                   |
| 9       | Япония               | 12 651           | 2 058 642                   |
| 10      | Шаблон:CZ            | 21 669           | 2 004 003                   |
| 11      | Польша               | 29 359           | 1 755 156                   |
| 12      | Великобритания       | 18 186           | 1 691 785                   |
| 13      | Украина              | 24 540           | 1 677 307                   |
| 14      | Франция              | 18 549           | 1 617 011                   |
| 15      | Канада               | 11 096           | 1 438 440                   |

## Факты
- Первая открытка проекта отправлена из Португалии в Португалию и имела id PT-1[10].
- Тема посткроссинга нашла отражение на почтовых марках. Так, 14 октября 2011 года компанией PostNL, осуществляющей почтовые услуги на территории Нидерландов, был выпущен блок марок, посвященный посткроссингу. Выходили почтовые марки о посткроссинге также в Беларуси, России и ДНР[11]:

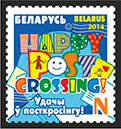
«Удачи в посткроссинге!»: почтовая марка Беларуси (2014)
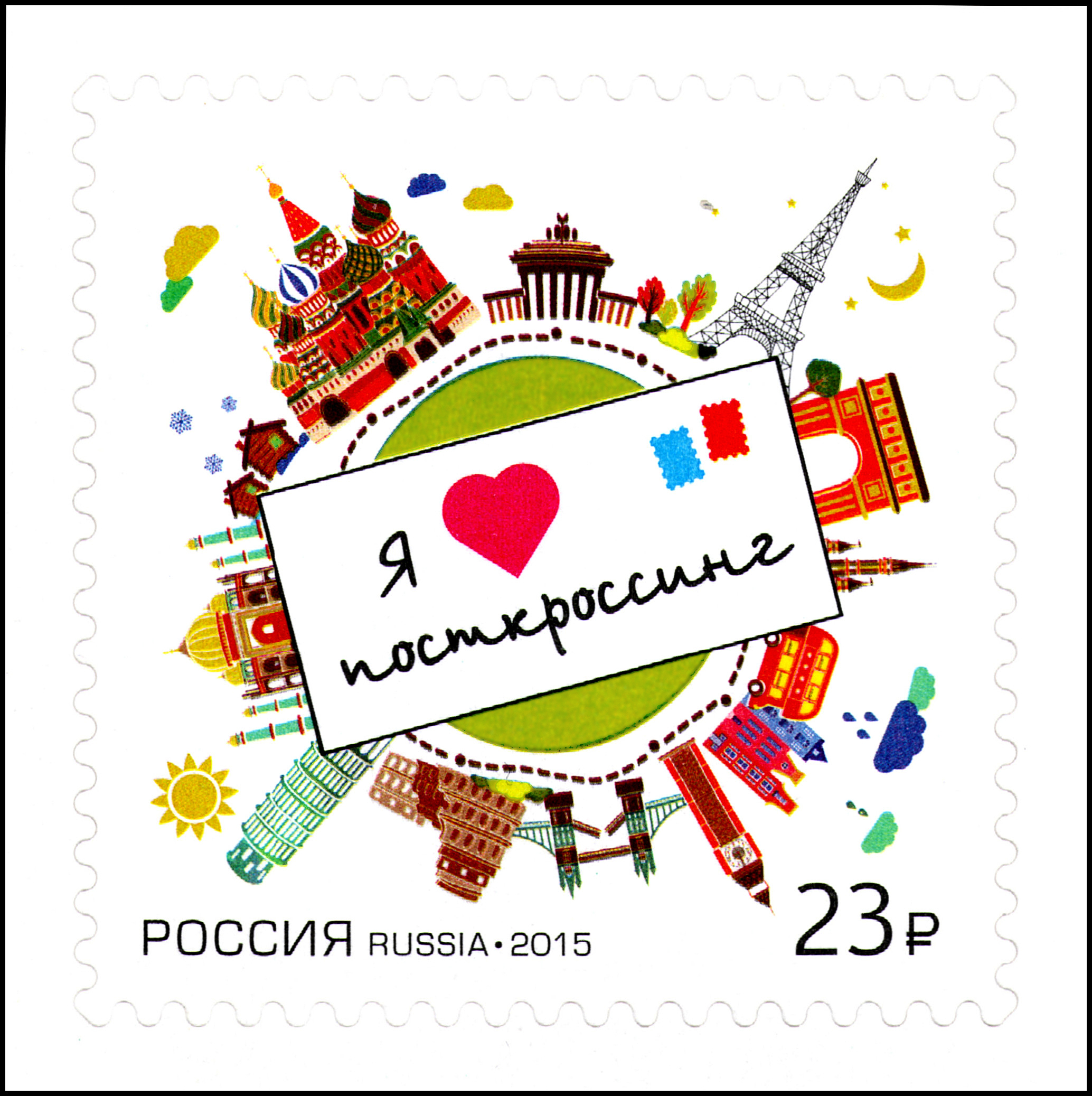
«Я ❤ посткроссинг»: почтовая марка России, 2015 (ЦФА [АО «Марка»] № 1911)
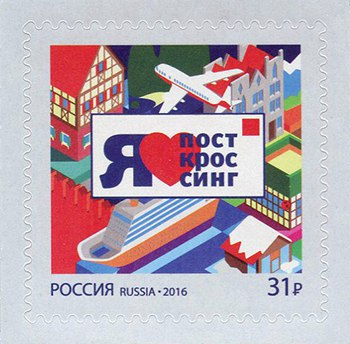
«Я ❤ посткроссинг»: почтовая марка России, 2016 (ЦФА [АО «Марка»] № 2083)
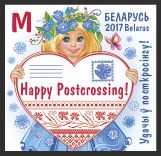
«Удачи в посткроссинге!»: почтовая марка Беларуси (2017)

- Популярность посткроссинга привела не только к возрождению спроса на открытки, но и сделала их настолько актуальным товаром, что в России, Беларуси, Нидерландах, США стали появляться интернет-магазины, специализирующиеся исключительно на продаже эксклюзивных открыток.
- Несмотря на то, что на сегодняшний день пользователи из США отправили больше открыток, чем финны, открытка с кодом FI-1000000 была отправлена раньше, чем US-1000000 (что не означает того факта, что участники из Финляндии отправили миллион открыток — в качестве отправленных открыток фиксируются лишь дошедшие, а по статистике 10—12 % открыток не регистрируются в системе из-за почтовых проблем или неактивности пользователей). Случилось это 27 января 2011 года[12], а для участников из США аналогичное событие произошло тремя неделями позже[13].
- Открытка с кодом RU-1000000 (российская «миллионная» открытка) вышла 24 мая 2012 года и дошла из города Уфы в город Тольятти[14].
- Открытка с кодом RU-5000000 (российская «пятимиллионная» открытка) вышла 31 августа 2016 года и дошла из города Сердобск в Москву [15].
- В базе данных посткроссинга числится 176 открыток, отправленных из Антарктиды (имеющей собственный код AQ в системе ISO 3166). Ни одна из них, однако, не была в действительности отправлена с южного континента — дело в том, что система позволяет пользователю выбрать при регистрации любую страну, в том числе отличную от явно указанной в адресе, также вносимом в систему[16].
- 10-миллионная открытка была зарегистрирована 27 января 2012 года. За 9 дней она преодолела 9160 километров. Открытка с видом коровы, лежащей на асфальте, и проходящей мимо группы людей, была отправлена 18 января 2012 года из Японии в Германию[17].
- 15-миллионная открытка была зарегистрирована 31 декабря 2012 года. За 9 дней она преодолела 9160 километров. Открытка с изображением чайки была отправлена 10 декабря 2012 года из Германии в Италию[18].
- 20-миллионная открытка была зарегистрирована 29 октября 2013 года. За 22 дня она преодолела более 10 тысяч км. Открытка с изображением Нью-Йорка была отправлена 7 октября с западного побережья США и была зарегистрирована на Тайване[19].
- Статистика официального сайта на 27 февраля 2024 года гласит, что суммарное расстояние, пройденное всеми отправленными в рамках проекта открытками, составляет более 383 млрд км, что в 1282 раз превосходит расстояние от Земли до Солнца[20].
- 25-миллионная открытка была зарегистрирована 10 августа 2014 года. За 5 дней она преодолела более 360 километров. Открытка с изображением котов была отправлена 5 августа из Нидерландов и была зарегистрирована в Германии[21].
- 30-миллионная открытка была зарегистрирована 2 июня 2015 года. За 18 дней она преодолела более 1700 километров. Открытка с изображением небоскрёба была отправлена 14 мая 2015 года из Германии в Португалию[22].
- 40-миллионная открытка была зарегистрирована 13 февраля 2017 года. За 74 дня она преодолела 9884 километра. Открытка с видом Тайпея была отправлена 1 декабря 2016 года из Тайваня во Францию[23].
- 50-миллионная открытка была зарегистрирована 27 декабря 2018 года. За 28 дней она преодолела 2475 километров. Открытка с видами города Бат-Ям была отправлена 29 ноября 2018 года из Израиля в Россию[24].
- 60-миллионная открытка была зарегистрирована 24 января 2021 года. За 14 дней она преодолела 920 километров. Открытка с изображением совы и свиньи была отправлена 10 января 2021 года из России в Чехию[6].
- 70-миллионная открытка была зарегистрирована 4 января 2023 года. За 9 дней она преодолела 2550 километров. Открытка с изображением надписи "Hollywood" была отправлена 26 декабря 2022 года из США в США[25].
- Первая в мире книга про посткроссинг вышла в России в 2020 году — «Посткроссинг. Книга тайных знаний» Маши Мокеевой.[26]